# 三重音字
三重音字（さんじゅうおんじ）または三重字（さんじゅうじ）とは、アルファベット3字の組み合わせで、それぞれの字の本来の音とは異なる新たな単音ないし音連続を表すものをいう。しばしば、三重音字によってのみ表記可能な音素がある。

## 例

### ドイツ語
- sch /ʃ/ - schwimmen /ʃvɪmən/ 「泳ぐ」

### フランス語
- eau /o/ - eau /o/ 「水」、beau /bo/ 「美しい」
- oin /wɛ̃/ - loin /lwɛ̃/ 「遠い」
- ien /jɛ̃/ - bien /bjɛ̃/ 「よい」
-ien で終わる語と、動詞の定形 viens、vient 等のみが /jɛ̃/ となる。それ以外は en のみの読み方に従い /jɑ̃/ となる。例えば、patient /pasjɑ̃/ 「患者」、science /sjɑ̃s/ 「科学」。
- tch /tʃ/ - tchat /tʃat/ 「チャット」、Tchad /tʃad/ 「チャド共和国」
借用語の外来音を表すのに用いられる。

### ハンガリー語
- dzs /dʒ/ - dzsúdó /ˈdʒuːdoː/ 「柔道」
借用語の外来音を表すのに用いられる。